# Alexandre Khodakovski
 (août 2014).
Si vous disposez d'ouvrages ou d'articles de référence ou si vous connaissez des sites web de qualité traitant du thème abordé ici, merci de compléter l'article en donnant les références utiles à sa vérifiabilité et en les liant à la section « Notes et références ».
Alexandre Khodakovski (en russe : Александр Сергеевич Ходаковский), né le 18 décembre 1972 à Donetsk est un homme politique et un militaire russe. Il est le lieutenant colonel du 114e brigade de fusiliers motorisés de la Garde pour la république populaire de Donetsk.

## Biographie

### Guerre de 2014
Membre du Service de sécurité d'Ukraine, chef du bataillon Alpha, il rejoint le camp des séparatistes pro-russes. Il est le commandant du bataillon Vostok qu'il fonde début mai 2014. Échouant lors de l'attaque de l'aéroport de Donetsk, cela ruine son crédit du côté des insurgés.
Le 16 juillet 2014, il est démis de ses fonctions de ministre de la sécurité et remplacé par Vladimir Antioufeiev.

### Invasion de l'Ukraine par la Russie
Au moment de l'invasion de l'Ukraine par la Russie, il est à la tête du 11e régiment de fusiliers motorisés de la république populaire de Donetsk (qui deviendra plus tard la 114e brigade de fusiliers motorisés de la Garde). Il participe alors avec son régiment à la bataille de Marioupol puis à la bataille d'Avdiïvka qui se soldent par deux victoires de l'armée russe. Il déclare malgré tout sur son compte Telegram que ses soldats sont «épuisés» et qu'ils subissent un "stress physique et mental extrême".

## Prise de positions
Alexandre Khodakovski est un patriote soviétique, il apparait en 2014 lors d'une conférence de presse avec la bannière de la victoire de l'Union Soviétique durant la seconde guerre mondiale. En 2023, le drapeau de la brigade est changé pour arborer une faucille et un marteau sur fond rouge, semblable au drapeau de l'URSS.